# Gérard Depardieu
Gérard Depardieu (født Gérard Xavier Marcel Depardieu 27. december 1948) er en fransk skuespiller. Han har siden 1980'erne været en af de absolut førende franske skuespillere.

## Biografi
Gérard Depardieu droppede ud af skolen allerede som 13-årig og var som ung en småkriminel vagabond. På et tidspunkt fik han imidlertid kontakt til det rejsende teater Café de la Gare med blandt andet Miou-Miou. Han fik efterhånden mindre filmroller, og med filmen De to frække fra 1974 brød han for alvor igennem som en ny filmheltetype. Han er blevet betegnet som Jean Gabins arvtager, der fungerer både som action-helt, elsker og humorist. Han nåede i øvrigt at indspille fire film sammen med Gabin.
Blandt hans markante film er Historien om Martin Guerre, Cyrano de Bergerac og François Truffauts Den sidste metro. Gennem årene har han været uhyre flittig og indspillet en lang række franske film, men han har også haft flere roller i film fra andre lande, f.eks. Bernardo Bertoluccis italienske 1900, Peter Weirs Green Card fra USA, Kenneth Branaghs engelske udgave af Hamlet og Ole Bornedals dansk/norsk/svensk/tysk/franske Jeg er Dina. Blandt hans mest folkekære film i Frankrig er Kilden i Provence samt de senere års udgaver af Asterix-film med rigtige mennesker i rollerne. Endvidere har han medvirket i flere markante tv-serier, blandt andet en udgave af Les Misérables.
Han er i øvrigt kendt som en alsidig herre, der både er vinavler og restaurantejer samt har produceret og instrueret film. Han var far til skuespilleren Guillaume Depardieu, der døde af en lungebetændelse i 2008.

## Filmografi
Udvalgte film med Depardieu på rollelisten (dansk titel, når den er kendt):
- Dræberen (1972)
- De to frække (1974)
- 1900 (1976)
- Préparez vos mouchoirs (1978)
- Buffet froid (1979)
- Den sidste metro (1980)
- Min onkel fra Amerika (1980)
- Kvinden overfor (1981)
- Historien om Martin Guerre (1982)
- Danton (1983)
- Police (1985)
- Kilden i Provence (1986)
- Under Satans sol (1987)
- Camille Claudel (1988)
- Cyrano de Bergerac (1990)
- Alle morgener på jorden (1991)
- 1492 - erobring af paradis (1992)
- Una pura formalità (1994)
- Oberst Chabert (1994)
- Hamlet (1996)
- Manden med jernmasken (1998)
- Asterix og Obelix - i kamp mod Cæsar (1999)
- 102 dalmatinere (2000)
- Vidocq (2001)
- Asterix & Obelix: Mission Kleopatra (2002)
- Jeg er Dina (2002)
- Hold kæft! (2003)
- Mellem fjender (2004)
- Babylon A.D. (2008)
- la tête en friche (2010) af Jean Becker
- Potiche (2010) af François Ozon
- Life of Pi (2012) af Ang Lee

## Priser og hædersbevisninger
- 1981: César for bedste mandlige hovedrolle i Den sidste metro
- 1985: Bedste mandlige skuespiller ved Filmfestivalen i Venedig for Police
- 1990: Bedste mandlige skuespiller ved Filmfestivalen i Cannes for Cyrano de Bergerac
- 1991: Golden Globe som bedste mandlige skuespiller for Green Card
- 1991: César for bedste mandlige hovedrolle i Cyrano de Bergerac
- 1997: Den gyldne løve for sin indsats i filmens verden ved Filmfestivalen i Venedig